# Turnul de televiziune Techirghiol
Turnul de radio și televiziune din Techirghiol este un turn construit pentru a găzdui o stație de retransmisie a programelor radio-TV. Construcția a fost realizată de Centrala de Construcții Căi Ferate și dată în exploatare în anul 1977.
Construcția, aflată la o altitudine de 12 m.d.m. chiar pe malul Lacului Techirghiol, are o fundație realizată la −8,5 m sub forma unei tălpi circulare de beton armat cu diametrul de 31 m. Până la o înălțime de 30 m deasupra solului forma conică este pronunțată, diametrul scăzând până la 9 m. Grosimea peretelui scade și ea, de la 50 cm la bază până la 20 cm în vârf. Construcția s-a făcut cu un cofraj glisant, simultan pentru exterior și casa liftului.
Turnul are o nacelă cu două nivele tehnice și o platformă exterioară vizitabilă, prevăzută la construcție ca accesibilă pentru turiști. Nacela are un diametru exterior de 20 m. Deasupra nacelei mai există două platforme pentru antene.
Accesul în vârf se face fie prin intermediul liftului din interior, fie printr-o scară din elemente de beton armat prefabricate.
În momentul construcției, înălțimea turnului din beton armat era de 130 m, la care se adăuga o structură metalică de 58,6 m, pentru o înălțime totală de aproape 190 m. Deși structura metalică pentru antene permitea supraînălțarea ei până la 210 m, surse mai recente plasează înălțimea maximă la 195 m.
A fost prevăzut și un sistem de vopsire a exteriorului pentru a proteja betonul de acțiunea factorilor de mediu, însă nu a fost vopsită decât nacela.